# كسوف الشمس 12 أغسطس 2045
سيحدث كسوف كلي للشمس يوم السبت ، 12 أغسطس 2045 ، عندما يمر القمر بين الأرض والشمس ، وبالتالي يحجب صورة الشمس كليًا أو جزئيًا عن مشاهد على الأرض. يحدث الكسوف الكلي للشمس عندما يكون القطر الظاهري للقمر أكبر من قطر الشمس ، مما يحجب كل ضوء الشمس المباشر ، ويحول النهار إلى ظلام. تحدث الكلية في مسار ضيق عبر سطح الأرض ، مع كسوف جزئي للشمس مرئي فوق المنطقة المحيطة بعرض آلاف الكيلومترات.
في هذا الكسوف الكلي للشمس ، فإن مسار الكلي ليس هو نفسه تمامًا مثل الكسوف الكلي للشمس في 21 أغسطس 2017 لأن العقدة القمرية تنخفض و كسوف الشمس في أغسطس 2017 آخذ في الارتفاع.
سيكون هذا رابع أطول خسوف في القرن الحادي والعشرين بقوة 1.0774 ويحدث بعد ساعة واحدة فقط من الحضيض . سيكون مرئيًا في جميع أنحاء الولايات المتحدة القارية ، مع مسار كلي يمر عبر شمال كاليفورنيا ونيفادا ويوتا وكولورادو وكانساس وأوكلاهوما وأركنساس وميسيسيبي وألاباما وفلوريدا . سيكون الخسوف الكلي أكبر ما يكون فوق جزر الباهاما ، قبل أن يستمر فوق جزر تركس وكايكوس ، وكوبا ، وجمهورية الدومينيكان ، وهايتي ، وفنزويلا ، وترينيداد وتوباغو ، وغيانا ، وسورينام ، وغيانا الفرنسية ، والبرازيل .
سيظهر مسار مجمل هذا الكسوف في العديد من المدن الكبرى ، بما في ذلك رينو ، وسالت ليك سيتي ، وكولورادو سبرينغز ، وأوكلاهوما سيتي ، وتولسا ، وتامبا ، وأورلاندو ، وفورت لودرديل ، وميامي ، وناساو ، وسانتو دومينغو ، وبيليم ، وساو لويس ، وريسيفي. . سيكون أيضًا ثاني خسوف كلي يمكن رؤيته من ليتل روك خلال 21.3 عامًا . سيستمر المجموع لمدة 6 دقائق على الأقل على طول الجزء من المسار الذي يبدأ في كامدن ، ألاباما ، ويمر عبر فلوريدا وينتهي بالقرب من جزر الباهاما الواقعة في أقصى الجنوب. أطول مدة للإجمالي ستكون 6 دقائق و 5.5 ثانية في25°54.594′N 78°32.19′W / 25.909900°N 78.53650°W ، التي تقع فوق المحيط الأطلسي شرق فورت لودرديل وجنوب فريبورت ، جزر الباهاما .
كان للكسوف الشمسي في 21 أغسطس 2017 مسارًا مشابهًا جدًا في مجمله فوق الولايات المتحدة ، حوالي 250 ميل (400 كـم) إلى الشمال الشرقي ، ويعبر أيضًا ساحل المحيط الهادئ وساحل المحيط الأطلسي للبلاد. هذا لأنه عندما يعبر كسوف الشمس الولايات المتحدة في منتصف أغسطس عند عقدة تصاعدية (أي يتحرك من الجنوب إلى الشمال خلال ساروس ذات أرقام فردية) ، فإن مسار الكسوف يتتبع من الساحل إلى الساحل. عندما يعبر كسوف الشمس الولايات المتحدة في منتصف شهر أغسطس عند العقدة الهابطة (حتى الساروس المرقمة) ، يتتبع المسار مسافة كبيرة باتجاه الجنوب.

## الصور
المسار المتحرك: الدائرة المظلمة الصغيرة تمثل الظل ، والدائرة الرمادية الأكبر تمثل الظل.

## الخسوفات ذات الصلة

### كسوف الشمس 2044-2047
هذا الكسوف هو جزء من سلسلة كسوف الشمس 2044-2047. يتكرر الكسوف في كل 177 يومًا تقريبًا و 4 ساعات في العقد المتناوبة من مدار القمر.
| عقدة تصاعدية                                                                                 | عقدة تصاعدية         |     | عقدة تنازلية        | عقدة تنازلية |
| 121                                                                                          | فبراير 28, 2044 حلقي | 126 | أغسطس 23, 2044 كلي  |              |
| 131                                                                                          | فبراير 16, 2045 حلقي | 136 | أغسطس 12, 2045 كلي  |              |
| 141                                                                                          | فبراير 5, 2046 حلقي  | 146 | أغسطس 2, 2046 كلي   |              |
| 151                                                                                          | يناير 26, 2047 جزئي  | 156 | يوليو 22, 2047 جزئي |              |
| يحدث كسوف جزئي للشمس في 23 يونيو 2047 و 16 ديسمبر 2047 في مجموعة خسوف السنة القمرية التالية. |                      |     |                     |              |

### ساروس 136
يحتوي ساروس 136 ، الذي يتكرر كل 18 عامًا ، 11 يومًا ، على 71 حدثًا.
- بدأت السلسلة بكسوف جزئي للشمس في 14 يونيو 1360 ،
- ووصل إلى أول خسوف حلقي في 8 سبتمبر 1504 ،
- وكان حدثًا هجينًا من 22 نوفمبر 1612 حتى 17 يناير 1703 ،
- وخسوفًا كليًا من 27 يناير 1721. حتى 13 مايو 2496.
- تنتهي السلسلة في العضو 71 ككسوف جزئي في 30 يوليو 2622 ،

مع استمرار المسلسل بأكمله 1262 عامًا. أطول خسوف حدث في 20 يونيو 1955 ، وكانت أقصى مدة إجمالية تبلغ 7 دقائق و 7.74 ثانية. تحدث جميع الكسوفات في هذه السلسلة عند العقدة الهابطة للقمر.=
| تحدث أعضاء السلسلة 29-43 بين عامي 1865 و 2117 | تحدث أعضاء السلسلة 29-43 بين عامي 1865 و 2117 | تحدث أعضاء السلسلة 29-43 بين عامي 1865 و 2117 |
| 29                                            | 30                                            | 31                                            |
| --------------------------------------------- | --------------------------------------------- | --------------------------------------------- |
| أبريل 25, 1865 [الإنجليزية]                   | مايو 6, 1883 [الإنجليزية]                     | مايو 18, 1901 [الإنجليزية]                    |
| 32                                            | 33                                            | 34                                            |
| مايو 29, 1919 [الإنجليزية]                    | يونيو 8, 1937 [الإنجليزية]                    | يونيو 20, 1955 [الإنجليزية]                   |
| 35                                            | 36                                            | 37                                            |
| يونيو 30, 1973 [الإنجليزية]                   | يوليو 11, 1991 [الإنجليزية]                   | يوليو 22, 2009                                |
| 38                                            | 39                                            | 40                                            |
| أغسطس 2, 2027                                 | أغسطس 12, 2045                                | أغسطس 24, 2063                                |
| 41                                            | 42                                            | 43                                            |
| سبتمبر 3, 2081 [الإنجليزية]                   | سبتمبر 14, 2099                               | سبتمبر 26, 2117 [الإنجليزية]                  |

### سلسلة تريتوس
هذا الكسوف هو جزء من دورة تريتوس ، يتكرر عند العقد المتناوبة كل 135 شهرًا متزامنًا (≈ 3986.63 يومًا ، أو 11 عامًا ناقص شهر واحد).
مظهرها وخط طولها غير منتظمين بسبب نقص التزامن مع الشهر غير الطبيعي (فترة الحضيض) ، لكن التجمعات المكونة من 3 دورات تريتوس (33 عامًا ناقص 3 أشهر) تقترب (≈ 434.044 شهرًا غير طبيعي) ، لذا فإن الكسوف متشابه في هذه التجمعات.
| أعضاء السلسلة بين عامي 1901 و 2100            | أعضاء السلسلة بين عامي 1901 و 2100            | أعضاء السلسلة بين عامي 1901 و 2100            | أعضاء السلسلة بين عامي 1901 و 2100 |
| --------------------------------------------- | --------------------------------------------- | --------------------------------------------- | ---------------------------------- |
| </img> </br>21 سبتمبر 1903 </br> (ساروس 123)  | </img> </br> 21 أغسطس 1914 </br> (ساروس 124)  | </img> </br> 20 يوليو 1925 </br> (ساروس 125)  |                                    |
| </img> </br> 19 يونيو 1936 </br> (ساروس 126)  | </img> </br> 20 مايو 1947 </br> (ساروس 127)   | </img> </br> 19 أبريل 1958 </br> (ساروس 128)  |                                    |
| </img> </br> 18 مارس 1969 </br> (ساروس 129)   | </img> </br> 16 فبراير 1980 </br> (ساروس 130) | </img> </br> 15 يناير 1991 </br> (ساروس 131)  |                                    |
| </img> </br> 14 ديسمبر 2001 </br> (ساروس 132) | </img> </br> 13 نوفمبر 2012 </br> (ساروس 133) | </img> </br> 14 أكتوبر 2023 </br> (ساروس 134) |                                    |
| </img> </br> 12 سبتمبر 2034 </br> (ساروس 135) | </img> </br> 12 أغسطس 2045 </br> (ساروس 136)  | </img> </br> 12 يوليو 2056 </br> (ساروس 137)  |                                    |
| </img> </br> 11 يونيو 2067 </br> (ساروس 138)  | </img> </br> 11 مايو 2078 </br> (ساروس 139)   | </img> </br> 10 أبريل 2089 </br> (ساروس 140)  |                                    |
| </img> </br> 10 مارس 2100 </br> (ساروس 141)   |                                               |                                               |                                    |

### سلسلة ميتونيك
تتكرر السلسلة ميتونيك كل 19 عامًا (6939.69 يومًا) ، وتستمر حوالي 5 دورات. يحدث الكسوف في نفس تاريخ التقويم تقريبًا. بالإضافة إلى ذلك ، تتكرر سلسلة أكتون الفرعية 1/5 من ذلك أو كل 3.8 سنوات (1387.94 يومًا). تحدث جميع الكسوفات في هذا الجدول عند العقدة الصاعدة للقمر.
| 21 من أحداث الكسوف بين 1 يونيو 2011 و 1 يونيو 2087 | 21 من أحداث الكسوف بين 1 يونيو 2011 و 1 يونيو 2087 | 21 من أحداث الكسوف بين 1 يونيو 2011 و 1 يونيو 2087 | 21 من أحداث الكسوف بين 1 يونيو 2011 و 1 يونيو 2087 | 21 من أحداث الكسوف بين 1 يونيو 2011 و 1 يونيو 2087 |
| مايو 31 – يونيو 1                                  | مارس 19–20                                         | يناير 5–6                                          | أكتوبر 24–25                                       | أغسطس 12–13                                        |
| 118                                                | 120                                                | 122                                                | 124                                                | 126                                                |
| -------------------------------------------------- | -------------------------------------------------- | -------------------------------------------------- | -------------------------------------------------- | -------------------------------------------------- |
| يونيو 1, 2011                                      | مارس 20, 2015                                      | يناير 6, 2019                                      | أكتوبر 25, 2022                                    | أغسطس 12, 2026                                     |
| 128                                                | 130                                                | 132                                                | 134                                                | 136                                                |
| يونيو 1, 2030                                      | مارس 20, 2034                                      | يناير 5, 2038                                      | أكتوبر 25, 2041                                    | أغسطس 12, 2045                                     |
| 138                                                | 140                                                | 142                                                | 144                                                | 146                                                |
| مايو 31, 2049                                      | مارس 20, 2053                                      | يناير 5, 2057                                      | أكتوبر 24, 2060                                    | أغسطس 12, 2064                                     |
| 148                                                | 150                                                | 152                                                | 154                                                | 156                                                |
| مايو 31, 2068                                      | مارس 19, 2072                                      | يناير 6, 2076 [الإنجليزية]                         | أكتوبر 24, 2079 [الإنجليزية]                       | أغسطس 13, 2083 [الإنجليزية]                        |
| 158                                                | 160                                                | 162                                                | 164                                                | 166                                                |
| يونيو 1, 2087                                      |                                                    |                                                    | أكتوبر 24, 2098                                    |                                                    |

## روابط خارجية
- http://eclipse.gsfc.nasa.gov/SEplot/SEplot2001/SE2045Aug12T. GIF
- www.solar-eclipse.de - متوسط التغطية السحابية والمدن على طول مسار الكسوف
- http://eclipse.gsfc.nasa.gov/SEplot/SEplot2001/SE2038Jan05A. GIF
- http://eclipse.gsfc.nasa.gov/SEplot/SEplot2001/SE2038Jul02A. GIF